# Stefan Dudra
Stefan Dudra (ur. 1964 w Szprotawie) – polski historyk i politolog, nauczyciel akademicki związany z Uniwersytetem Zielonogórskim. Specjalizujący się w historii powszechnej i historii Polski po II wojnie światowej. Zajmuje się polityką narodowościową i polityką wyznaniową Polski po II wojnie światowej; historią, kulturą i religią Łemków; dziejami Polskiego Autokefalicznego Kościoła Prawosławnego, prawosławia na świecie oraz politologią religii.

## Życiorys
Ukończył szkołę podstawową w Przemkowie, a następnie w 1985 roku Zespół Szkół Samochodowych w Głogowie. W 1991 roku ukończył studia w Wyższej Szkole Pedagogicznej w Zielonej Górze. W 1996 roku uzyskał stopień doktora nauk historycznych na podstawie rozprawy pt. „Łemkowie na Środkowym Nadodrzu w latach 1947-1990”. W 2005 roku otrzymał stopień doktora habilitowanego nauk humanistycznych w zakresie historii na Uniwersytecie Zielonogórskim na podstawie pracy pt. „Kościół prawosławny na ziemiach zachodnich i północnych Polski po II wojnie światowej”. Jest zatrudniony jako profesor w Instytucie Nauk o Polityce i Administracji Wydziału Nauk Społecznych Uniwersytetu Zielonogórskiego. Od 2009 roku Kierownik Pracowni Badań nad Mniejszościami Narodowymi i Etnicznymi. Od 2019 roku Dyrektor Instytutu Nauk o Polityce i Administracji oraz Przewodniczący Dyscypliny Nauki o Polityce i Administracji Uniwersytetu Zielonogórskiego. 8 maja 2023 roku decyzją prezydenta RP otrzymał tytuł naukowy profesora.
Poza działalnością naukowo-dydaktyczną pełnił szereg funkcji organizacyjnych na Uniwersytecie Zielonogórskim. Zastępca dyrektora Instytutu Politologii UZ (2008-2012). Kierownik Zakładu Stosunków Międzynarodowych w Instytucie Politologii (2006-2019).
Od 2004 roku współredaktor "Rocznika Prawosławnej Diecezji Wrocławsko-Szczecińskiej"
Od 2008 roku członek Polskiego Towarzystwa Nauk Politycznych.
Od 2012 roku redaktor naczelny rocznika „Przegląd Narodowościowy-Review of Nationalities”.
Od 2014 roku członek Komisji Wspólnej Rządu i Mniejszości Narodowych i Etnicznych.
Od 2020 roku członek Zarządu i Rady Naukowej The Swedish Institute for Strategic Studies and Academic Research (SISSAR). 
Członek Komitetu Nauk Politycznych PAN na kadencję 2020–2023.
Od 2024 roku członek Rady Narodowej Agencji Wymiany Akademickiej  

## Dorobek naukowy
Jest autorem lub współautorem 18 monografii, ponad 200 artykułów naukowych oraz 28 redakcji prac zbiorowych. Dotychczas wypromował 6 doktorów z zakresu historii i politologii. Do jego ważniejszych publikacji należą:
- Orthodoxy in Estonia as part of the internal religious policy of the Moscow and Constantinople Patriarchates, [in:] Religious policy. Between theory and practice, edited by Stefan Dudra, Tytus Jaskułowski and Ryszard Michalak, Vandenhoeck & Ruprecht, Göttingen 2022.
- Religious policy in Poland after 1989, [in:] Designing and Implementing Public Policy in Contemporary Society: New Perspectives, edited by Dorota Szaban, Magdalena Zapotoczna, Piotr Pochyły, Göttingen: Vandenhoeck & Ruprecht Verlage 2022.
- Prawosławie wobec współczesnych zagadnień społecznych i moralnych, [w:] Sekularyzm a polityka, pod red. Michała Kmiecia i Mariusza Sulkowskiego, Warszawa 2021.
- Missionary action of the Orthodox Church among Greek Catholics in the Recovered Territories as part of the religious policy of the state in the People's Republic of Poland, „Studia Religiologica”, 2020, t. 53, nr 2.
- Polski Autokefaliczny Kościół Prawosławny w obszarze polityki wyznaniowej oraz polityki narodowościowej Polski Ludowej i III Rzeczypospolitej, Warszawa 2019.
- Lemko identity and the Orthodox Church, Higganum: Carpathian Institute 2018.
- Prawosławne jurysdykcje kościelne we współczesnej Hiszpanii, „Przegląd Narodowościowy- Review of Nationalities”, 2016.
- Metropolita Dionizy (Waledyński) 1876-1960, Warszawa 2010.
- Cerkiew w diasporze. Z dziejów prawosławnej diecezji wrocławsko-szczecińskiej, Wydawnictwo Poznańskie, Poznań 2009.
- Poza małą ojczyzną. Łemkowie na Ziemi Lubuskiej, Wrocław 2008.